# Mydaea latipalpis
Mydaea latipalpis este o specie de muște din genul Mydaea, familia Muscidae. A fost descrisă pentru prima dată de Stein în anul 1918. Conform Catalogue of Life specia Mydaea latipalpis nu are subspecii cunoscute.